# Lijst van afleveringen van Blindspot
Dit is een lijst met afleveringen van de Amerikaanse televisieserie Blindspot.
Een overzicht van alle afleveringen is hieronder te vinden.

## Seizoen 1 (2015-2016)
| nr. in serie | nr. in seizoen | Titel                              | Regisseur       | Schrijver(s)                   | Uitzenddatum      |
| ------------ | -------------- | ---------------------------------- | --------------- | ------------------------------ | ----------------- |
| 1            | 1              | Pilot                              | Mark Pellington | Martin Gero                    | 21 september 2015 |
| 2            | 2              | A Stray Howl                       | Mark Pellington | Martin Gero                    | 28 september 2015 |
| 3            | 3              | Eight Slim Grins                   | Steve Shill     | Eoghan Mahony & Martin Gero    | 5 oktober 2015    |
| 4            | 4              | Bone May Rot                       | Karen Gaviola   | Christina M. Kim               | 12 oktober 2015   |
| 5            | 5              | Split the Law                      | Mark Pellington | Brendan Gall                   | 19 oktober 2015   |
| 6            | 6              | Cede Your Soul                     | Rob Hardy       | Alex Berger                    | 26 oktober 2015   |
| 7            | 7              | Sent on Tour                       | Steve Shill     | Chris Pozzebon                 | 2 november 2015   |
| 8            | 8              | Persecute Envoys                   | Marcos Siega    | Chelsey Lora                   | 9 november 2015   |
| 9            | 9              | Authentic Flirt                    | David McWhirter | Katherine Collins              | 16 november 2015  |
| 10           | 10             | Evil Handmade Instrument           | Marcos Siega    | Christina M. Kim               | 23 november 2015  |
| 11           | 11             | Cease Forcing Enemy                | Rob Seidenglanz | Martin Gero                    | 29 februari 2016  |
| 12           | 12             | Scientists Hollow Fortune          | Rich Newey      | Alex Berger                    | 7 maart 2016      |
| 13           | 13             | Erase Weary Youth                  | Marcos Siega    | Chris Pozzebon                 | 14 maart 2016     |
| 14           | 14             | Rules in Defiance                  | Kenneth Fink    | Kristen Layden                 | 21 maart 2016     |
| 15           | 15             | Older Cutthroat Canyon             | Marcos Siega    | Brendan Gall                   | 28 maart 2016     |
| 16           | 16             | Any Wounded Thief                  | Tricia Brock    | Christina M. Kim               | 4 april 2016      |
| 17           | 17             | Mans Telepathic Loyal Lookouts     | Jeff T. Thomas  | Rachel Caris Love              | 11 april 2016     |
| 18           | 18             | One Begets Technique               | Karen Gaviola   | Martin Gero                    | 18 april 2016     |
| 19           | 19             | In the Comet of Us                 | Dermott Downs   | Ryan Johnson & Peter Lalayanis | 25 april 2016     |
| 20           | 20             | Swift Hardhearted Stone            | Rob Seidenglanz | Christina M. Kim               | 2 mei 2016        |
| 21           | 21             | Of Whose Uneasy Route              | Jeff F. King    | Alex Berger                    | 9 mei 2016        |
| 22           | 22             | If Love a Rebel, Death Will Render | Romeo Tirone    | Brendan Gall                   | 16 mei 2016       |
| 23           | 23             | Why Await Life's End               | Rob Seidenglanz | Martin Gero                    | 23 mei 2016       |

## Seizoen 2 (2016-2017)
| nr. in serie | nr. in seizoen | Titel                                | Regisseur          | Schrijver(s)                     | Uitzenddatum      |
| ------------ | -------------- | ------------------------------------ | ------------------ | -------------------------------- | ----------------- |
| 24           | 1              | In Night So Ransomed Rogue           | Martin Gero        | Martin Gero                      | 14 september 2016 |
| 25           | 2              | Heave Fiery Knot                     | David McWhirter    | Brendan Gall                     | 21 september 2016 |
| 26           | 3              | Hero Fears Imminent Rot              | Jeff T. Thomas     | Alex Berger                      | 28 september 2016 |
| 27           | 4              | If Beth                              | Jeff F. King       | Ryan Johnson & Peter Lalayanis   | 5 oktober 2016    |
| 28           | 5              | Condone Untidiest Thefts             | Rob Seidenglanz    | Christina M. Kim                 | 12 oktober 2016   |
| 29           | 6              | Her Spy's Harmed                     | Olatunde Osunsanmi | Chris Pozzebon                   | 19 oktober 2016   |
| 30           | 7              | Resolves Eleven Myths                | Jeff F. King       | Eric Buchman                     | 26 oktober 2016   |
| 31           | 8              | We Fight Deaths on Thick Lone Waters | Rob Hardy          | Kristen Layden                   | 9 november 2016   |
| 32           | 9              | Why Let Cooler Pasture Deform        | Tawnia McKiernan   | Brendan Gall                     | 16 november 2016  |
| 33           | 10             | Nor I, Nigel, AKA Leg in Iron        | David Tuttman      | Rachel Caris Love                | 4 januari 2017    |
| 34           | 11             | Droll Autumn, Unmutual Lord          | Adam Salky         | Hadi Nicholas Deeb               | 11 januari 2017   |
| 35           | 12             | Devil Never Even Lived               | Kate Woods         | Deanna Shumaker & Chris Pozzebon | 18 januari 2017   |
| 36           | 13             | Name Not One Man                     | Glen Winter        | Ryan Johnson en Peter Lalayanis  | 8 februari 2017   |
| 37           | 14             | Borrow or Rob                        | Laura Belsey       | Eric Buchman                     | 15 februari 2017  |
| 38           | 15             | Draw O Caesar, Erase a Coward        | Darnell Martin     | Christina M. Kim                 | 22 februari 2017  |
| 39           | 16             | Evil Did I Dwell, Lewd Did I Live    | David McWhirter    | Alex Berger                      | 22 maart 2017     |
| 40           | 17             | Solos                                | David Johnson      | Kristen Layden                   | 29 maart 2017     |
| 41           | 18             | Senile Lines                         | Jeff T. Thomas     | Ryan Johnson & Peter Lalayanis   | 5 april 2017      |
| 42           | 19             | Regard a Mere Mad Rager              | Ernest Dickerson   | Alex Berger                      | 26 april 2017     |
| 43           | 20             | In Words, Drown I                    | Dermott Downs      | Christina M. Kim                 | 3 mei 2017        |
| 44           | 21             | Mom                                  | Rob Seidenglanz    | Chris Pozzebon                   | 10 mei 2017       |
| 45           | 22             | Lepers Repel                         | Jeff F. King       | Rachel Caris Love                | 17 mei 2017       |

## Seizoen 3 (2017-2018)
| nr. in serie | nr. in seizoen | Titel                  | Regisseur            | Schrijver(s)                    | Uitzenddatum     |
| ------------ | -------------- | ---------------------- | -------------------- | ------------------------------- | ---------------- |
| 46           | 1              | Back to the Grind      | Martin Gero          | Martin Gero                     | 27 oktober 2017  |
| 47           | 2              | Enemy Bag of Tricks    | David Tuttman        | Chris Pozzebon                  | 3 november 2017  |
| 48           | 3              | Upside Down Craft      | Solvan "Slick" Naim  | Christina M. Kim                | 10 november 2017 |
| 49           | 4              | Gunplay Ricochet       | David McWhirter      | Ryan Johnson & Peter Lalayanis  | 17 november 2017 |
| 50           | 5              | This Profound Legacy   | Rob Seidenglanz      | Rachel Caris Love               | 1 december 2017  |
| 51           | 6              | Adoring Suspect        | Glen Winter          | Eric Buchman                    | 8 december 2017  |
| 52           | 7              | Fix My Present Havoc   | Lin Oeding           | Kristen Layden                  | 15 december 2017 |
| 53           | 8              | City Folks Under Wraps | David Tuttman        | Brendan Gall                    | 22 december 2017 |
| 54           | 9              | Hot Burning Flames     | Adam Salky           | Chris Pozzebon                  | 12 januari 2018  |
| 55           | 10             | Balance of Might       | Martha Mitchell      | Tracy Whitaker                  | 19 januari 2018  |
| 56           | 11             | Technology Wizards     | Jeff F. King         | Christina M. Kim                | 26 januari 2018  |
| 57           | 12             | Two Legendary Chums    | David McWhirter      | Ryan Johnson & Peter Lalayanis  | 2 februari 2018  |
| 58           | 13             | Warning Shot           | Kristin Windell      | Matt Young                      | 2 maart 2018     |
| 59           | 14             | Everlasting            | Dermott Daniel Downs | Rachel Caris Love               | 9 maart 2018     |
| 60           | 15             | Deductions             | Marisol Adler        | Chris Pozzebon                  | 16 maart 2018    |
| 61           | 16             | Artful Dodge           | Martha Mitchell      | Kristen Layden                  | 23 maart 2018    |
| 62           | 17             | Mum's the Word         | Jean de Segonzac     | Christina M. Kim                | 30 maart 2018    |
| 63           | 18             | Clamorous Night        | Neema Barnette       | Eric Buchman                    | 20 april 2018    |
| 64           | 19             | Galaxy of Minds        | Marcus Stokes        | Ryan Johnson en Peter Lalayanis | 27 april 2018    |
| 65           | 20             | Let It Go              | Maja Vrvilo          | Rachel Caris Love               | 4 mei 2018       |
| 66           | 21             | Defection              | David Tuttman        | Anne Hecker & Kristen Layden    | 11 mei 2018      |
| 67           | 22             | In Memory              | Martin Gero          | Chris Pozzebon                  | 18 mei 2018      |

## Seizoen 4 (2018-2019)
| nr. in serie | nr. in seizoen | Titel                                            | Regisseur        | Schrijver(s)                     | Uitzenddatum     |
| ------------ | -------------- | ------------------------------------------------ | ---------------- | -------------------------------- | ---------------- |
| 68           | 1              | Hella Duplicitous                                | Martin Gero      | Rachel Caris Love                | 12 oktober 2018  |
| 69           | 2              | My Art Project                                   | Adam Salky       | Christina M. Kim                 | 19 oktober 2018  |
| 70           | 3              | The Quantico Affair                              | David Tuttman    | Chad McQuay & Chris Pozzebon     | 26 oktober 2018  |
| 71           | 4              | Sous-Vide                                        | Aric Avelino     | Eric Buchman                     | 2 november 2018  |
| 72           | 5              | Naughty Monkey Kicks at Tree                     | Chris Place      | Rachel Caris Love                | 9 november 2018  |
| 73           | 6              | Ca-Ca-Candidate for Cri-Cri-Crime                | Andi Armaganian  | Chris Pozzebon                   | 16 november 2018 |
| 74           | 7              | Case: Sun, Moon and the Truth                    | Andy Mikita      | Ryan Johnson & Peter Lalayanis   | 30 november 2018 |
| 75           | 8              | Screech, Thwack, Pow                             | David Tuttman    | Kate Sargeant Curtis             | 7 december 2018  |
| 76           | 9              | Check Your Ed                                    | David McWhirter  | Brendan Gall                     | 11 januari 2019  |
| 77           | 10             | The Big Reveal                                   | Joy T. Lane      | Matt Young                       | 18 januari 2019  |
| 78           | 11             | Careless Whisper                                 | Mark Tonderai    | Eric Buchman                     | 1 februari 2019  |
| 79           | 12             | The Tale of the Book of Secrets                  | R.T. Thorne      | Rachel Caris Love                | 8 februari 2019  |
| 80           | 13             | Though This Be Madness, Yet There Is Method In't | Ramaa Mosley     | Christina M. Kim                 | 15 februari 2019 |
| 81           | 14             | The Big Blast From the Past Episode              | Kristin Windell  | Kate Sargeant                    | 8 maart 2019     |
| 82           | 15             | Frequently Recurring Struggle For Existence      | Martha Mitchell  | Matt Young                       | 15 maart 2019    |
| 83           | 16             | The One Where Jane Visits An Old Friend          | Jean de Segonzac | Eric Buchman                     | 22 maart 2019    |
| 84           | 17             | The Night of the Dying Breath                    | Jeff T. Thomas   | Chris Pozzebon                   | 5 april 2019     |
| 85           | 18             | Ohana                                            | Sudz Sutherland  | Sabrina Deana-Roga & Anne Hecker | 12 april 2019    |
| 86           | 19             | Everybody Hates Kathy                            | David McWhirter  | Kate Sargeant                    | 19 april 2019    |
| 87           | 20             | Coder to Killer                                  | Martha Mitchell  | Ryan Johnson & Peter Lalayanis   | 24 mei 2019      |
| 88           | 21             | Masters of War 1:5 – 8                           | Amanda Tapping   | Matt Young                       | 31 mei 2019      |
| 89           | 22             | The Gang Gets Gone                               | David McWhirter  | Chris Pozzebon                   | 31 mei 2019      |

## Seizoen 5 (2020)
| nr. in serie | nr. in seizoen | Titel                      | Regisseur         | Schrijver(s)                   | Uitzenddatum |
| ------------ | -------------- | -------------------------- | ----------------- | ------------------------------ | ------------ |
| 90           | 1              | I Came to Sleigh           | Mark Pellington   | Chris Pozzebon                 | 7 mei 2020   |
| 91           | 2              | We Didn't Start the Fire   | Kristin Windell   | Eric Buchma                    | 14 mei 2020  |
| 92           | 3              | Existential Ennui          | Joy T. Lane       | Ryan Johnson & Peter Lalayanis | 28 mei 2020  |
| 93           | 4              | And My Axe!                | America Young     | Matt Young                     | 4 juni 2020  |
| 94           | 5              | Head Games                 | Pamela Romanowsky | Brendan Gall                   | 11 juni 2020 |
| 95           | 6              | Fire & Brimstone           | Dermott Downs     | Rachel Caris Love              | 18 juni 2020 |
| 96           | 7              | Awl In                     | Ramaa Mosley      | Anne Hecker                    | 25 juni 2020 |
| 97           | 8              | Ghost Train                | Martha Mitchell   | Eric Buchman                   | 2 juli 2020  |
| 98           | 9              | Brass Tacks                | Chris Place       | Matt Young                     | 9 juli 2020  |
| 99           | 10             | Love You to Bits and Bytes | Jean de Segonzac  | Chris Pozzebon                 | 9 juli 2020  |
| 100          | 11             | Iunne Ennui                | Martin Gero       | Martin Gero                    | 23 juli 2020 |